# Ani Choying Drolma
Ani Choying Dolma (tiếng Nepal: आनी छोइङ डोल्मा) là một nữ tu Phật giáo Tây Tạng người Nepal. Bà còn là một nhạc sĩ ca sĩ nổi tiếng thế giới với các bài hát có nội dung về Phật giáo Tây Tạng. Bà được UNICEF bổ nhiệm làm Đại sứ thiện chí quốc gia đầu tiên tại Nepal.

## Cuộc đời
Ani Choying Dolma (Ani có nghĩa là ni cô trong Phật giáo Tây Tạng ) sinh ngày 4 tháng 6 năm 1971 tại Kathmandu, Nepal, con của một gia đình người Tây Tạng tị nạn. Cô quyết định đi tu lúc 10 tuổi để tránh bị người cha vũ phu đánh đập, và được nhận vào ni viện Nagi Gompa lúc 13 tuổi. Trong nhiều năm, thầy dạy hát của tu viện đã dạy nhạc thiền cho Ani Choying làm cô nổi tiếng sau này.

## Mẹ Têrêsa của Nepal
Ani Choying Dolma được xem như Mẹ Têrêsa của Nepal.

## Tác phẩm
1. Chö (1997) (with Steve Tibbetts)
2. Dancing Dakini (1999)
3. Choying (2000)
4. Moments Of Bliss (2004)
5. Selwa (2004)
6. Smile (2005)
7. Taking Refuge (2006)
8. Inner Peace (2006)
9. Time (2007)
10. Aama (2009)
11. Matakalaa (2010)
12. Inner Peace 2 (2010)
13. Mangal Vani (2011)
14. Clear Light (2012)
15. Phoolko Aankhama
16. Zariya - Ani, A R Rahman, Farah Siraj—Coke Studio (Season 3) at MTV (2013)[4]